# Referéndum sobre el estatus político del Sarre de 1955
El 23 de octubre de 1955 se celebró un referéndum en el Protectorado del Sarre destinado a aprobar o rechazar el Estatuto del Sarre. El estatuto haría que el territorio fuera independiente bajo los auspicios de un comisario europeo designado por el Consejo de Ministros de la Unión Europea Occidental, mientras permanecía en la unión económica con Francia.
Su rechazo por parte de los votantes fue tomado como una indicación de que preferían unirse a Alemania Occidental. Así, el 27 de octubre de 1956, Francia y Alemania Occidental concluyeron el Tratado del Sarre. Este establecía la unificación de Sarre a Alemania Occidental, según lo estipulado en su artículo 23 de la Ley Fundamental para la República Federal de Alemania, y así se hizo el 1 de enero de 1957.

## Resultados
| Opción                             | Votos   | %     |
| ---------------------------------- | ------- | ----- |
| A favor                            | 201,973 | 32.29 |
| En contra                          | 423,434 | 67.71 |
| Votos nulos/en blancos             | 15,725  | –     |
| Total                              | 641,132 | 100   |
| Votantes registrados/participación | 662,839 | 96.73 |
| Fuente: CVCE                       |         |       |